# 陈成龙
丹斯里陈成龙（英語：Tan Seng Leong，1956年—），马来西亚华人、龙城集团（BBC Berhad）创办人，有“居銮发展之父”之称。2016年7月2日，在国家元首端姑阿都哈林欢庆88岁华诞之际获封丹斯里勋衔。
他也是马中国际投资促进会创会会长和马来西亚中华总商会副总会长。

## 家庭
陈成龙与夫人林秀蓉育有2男1女。他的母亲李幼珠于2019年9月18日上午8时30分逝世。

## 荣誉及奖项
- 1992年：柔佛州最杰出青年经济建设奖
- 1994年：森美兰州最高统治者封赐皇室拿督勋衔
- 1996年：美国洛杉矶西太平洋大学颁发的产业发展及管理名誉博士
- 1996年：大马创业成功人物奖
- 2000年：青创会海外华人第九届创业青年楷模奖
- 2008年：马来西亚50福建杰出奖2010年年度最佳品牌人物奖（全球金品奖）
- 2021年：东盟海外华人杰出奖

2021年，陈成龙获颁全国杰出企业家终身成就奖。